# John Writer
John Henry Writer  (ur. 17 września 1944 w Chicago) – amerykański strzelec sportowy. Dwukrotny medalista olimpijski.
Specjalizował się w karabinku małokalibrowym. Brał udział w dwóch igrzyskach (IO 68, IO 72), na obu zdobywał medale. Triumfował w 1972 w trzech postawach (50 m), cztery lata wcześniej zajął drugie miejsce w tej konkurencji. Stawał na podium mistrzostw świata w 1970 (m.in. złoto) oraz triumfował w igrzyskach panamerykańskich.